# Sizu
Sizu är en köping i nordvästra Kina. Den ligger i Zhang härad i staden Dingxi i provinsen Gansu, omkring 160 kilometer söder om provinshuvudstaden Lanzhou. Antalet invånare är 11 117. Befolkningen består av 5 452 kvinnor och 5 665 män. Barn under 15 år utgör 21,0 %, vuxna 15-64 år 72 %, och äldre över 65 år 6,0 %.